# ARA Cabo San Antonio (Q-42)
«Кабо Сан-Антонио» (исп. Cabo San Antonio, «Мыс Святого Антония») — десантный корабль, состоявший на вооружении ВМС Аргентины.

## История строительства и службы
Построен в Аргентине, на верфи AFNE на основе чертежей танкодесантных кораблей типа «Де Сото Каунти» ВМС США. Спущен на воду в 1968, введён в эксплуатацию 2 ноября 1978 года.
Участвовал в Фолклендской войне. Во время операции «Росарио» высадил 20 LVTP-7, бронетранспортёры и амфибии LARC-V, а также роты D и E 2-го батальона морской пехоты в заливе Йорк-Бей. С прибытием британских кораблей в зону боевых действий не выходил в море.
Десантовместимость — 700 десантников, 23 средних танка, 8 плавающих транспортёров LCVP.
В 1997 году списан и отправлен на слом. После его списания рассматривались варианты приобретения в США на условиях лизинга десантных кораблей типа «Ньюпорт» или десантно-вертолётных кораблей-доков типа «Сан-Марко» в Италии (что кардинально повысило бы возможности по переброске и высадке морской пехоты), однако, ввиду отсутствия необходимых средств, ни одна из этих сделок до настоящего времени так и не состоялась. Планировавшаяся покупка в 2006—2007-х годах у Франции десантно-вертолётных кораблей-доков типа «Ураган» также не состоялась. Дело в том, что «Ураганы» строились в 1950-х годах, когда никто об экологических особенностях материалов не заботился, корабли построены с применением асбеста, свинца, ртути.